# Рыбаков, Александр Михайлович
Александр Михайлович Рыбаков (1906 год, Меленки, Владимирская губерния, Российская империя — 1951 год) — советский государственный деятель. Нарком водного хозяйства Казахской ССР.

## Биография
Александр Михайлович Рыбаков родился в г. Меленки Владимирской губернии в семье рабочего. По национальности - русский. Член Компартии с 1927 г.

### Образование
В 1935 году окончил Московский институт инженеров водного хозяйства по специальности "инженер-гидротехник".

### Трудовая деятельность
В 1923-1930 годах судебный исполнитель, заведующий учетно-статистическим отделом уездного комитета ЛКСМ, заведующий учетно-распределительным отделом уездного комитета ВКП(б), преподаватель обществоведения, заведующий школой в г. Меленки.
В 1930-1935 годах студент Московского института инженеров водного хозяйства.
В 1935-1937 годах инженер-гидротехник, начальник Семипалатинского областного управления водного хозяйства.
В 1937-1939 годах старший и главный инженер Управления водного хозяйства Казахской ССР.
В 1939-1940 годах консультант по ирригации при Совнаркоме Казахской ССР.
С марта 1940 по январь 1942 года первый заместитель наркома, с января 1942 по октябрь 1945 года нарком водного хозяйства Казахской ССР.
В 1945-1948 годах заместитель председателя Государственной плановой комиссии Казахской ССР.
С 1949 по март 1951 года начальник отдела ирригации при Совете Министров Казахской ССР.

### Награды
Награжден орденом Трудового Красного Знамени (1940) и орденом "Знак Почета" (1945).